# رد الفعل العالمي على كارثة فوكوشيما دايشي النووية
كان رد الفعل الدولي على كارثة فوكوشيما دايشي النووية عام 2011 متنوعًا وواسع الانتشار. استجابت العديد من الوكالات الحكومية الدولية لكارثة فوكوشيما دايشي النووية اليابانية، غالبًا عند الحاجة إليها. وكان من بين المستجيبين الوكالة الدولية للطاقة الذرية، والمنظمة العالمية للأرصاد الجوية، واللجنة التحضيرية لمنظمة معاهدة الحظر الشامل للتجارب النووية، التي لديها معدات للكشف عن الإشعاع منتشرة في جميع أنحاء العالم.
في سبتمبر 2011، قال المدير العام للوكالة الدولية للطاقة الذرية يوكيا أمانو إن الكارثة النووية اليابانية «تسببت في قلق عام عميق في جميع أنحاء العالم وألحقت الضرر بالثقة في الطاقة النووية». نصحت العديد من الدول رعاياها بمغادرة طوكيو، مشيرة إلى المخاطر المرتبطة بحادث المحطات النووية المستمر. ومع ذلك، بقيت تقديرات تسرب النشاط الإشعاعي في المحيط الهادئ متواضعة بحسب ما نقلت ناشيونال جيوغرافيك عن تسرب ما يقرب من 0.3 تيرابيكريل شهريًا لكل من السيزيوم 137 والسيزيوم 134. 0.3 تيرابيكريل يساوي 1/40 من الإشعاع الطبيعي في كيلومتر مكعب واحد من مياه البحر و1/50000000000 من إجمالي النشاط الإشعاعي الطبيعي في المحيطات. بعد حوادث فوكوشيما الأولى، ذكرت مجلة الإيكونوميست أن وكالة الطاقة الدولية خفضت إلى النصف تقديراتها لقدرة التوليد النووية الإضافية التي ستُبنى بحلول عام 2035.
سارعت ألمانيا في خططها لإغلاق جميع مفاعلاتها النووية القديمة والتخلص التدريجي من الباقي بحلول عام 2022. وهذه السياسة مثيرة للجدل ما أدى إلى الحصول على كهرباء بضعف سعرها في فرنسا المجاورة. ذكرت صحيفة دير شبيجل أن وزير الاقتصاد والطاقة الألماني سيغمار غابرييل اعترف بأن الخروج من توليد الطاقة النووية والفحم في نفس الوقت لن يكون ممكنًا. في إيطاليا، كان هناك استفتاء وطني، صوت فيه 94 في المئة ضد خطة الحكومة لبناء محطات طاقة نووية جديدة.
في أماكن أخرى من العالم، ما تزال الطاقة النووية موضع نقاش في ماليزيا، والخطط متقدمة جدًا في الإمارات العربية المتحدة والأردن وبنغلاديش. أوقفت الصين لفترة وجيزة برنامج التطوير النووي، لكنها أعادت تشغيله منذ ذلك الحين. تخطط الصين لمضاعفة قدرتها النووية ثلاث مرات إلى 58 غيغا واط على الأقل بحلول عام 2020، ثم نحو 150 غيغا واط بحلول عام 2030، وأكثر من ذلك بكثير بحلول عام 2050.

## الصناعة النووية
وفقًا لمديرة جنوب شرق آسيا وأوقيانوسيا في أريفا، سيلينا نغ، فإن كارثة فوكوشيما النووية اليابانية هي نداء إيقاظ كبير لصناعة نووية لم تكن دائمًا شفافة بشكل كافٍ بشأن قضايا السلامة. قالت: «كان هناك نوع من الرضا عن الذات قبل فوكوشيما ولا أعتقد أنه يمكننا تحمل هذا الرضا عن النفس الآن».
في سبتمبر 2011، أعلنت شركة سيمنز الألمانية العملاقة الهندسية أنها ستنسحب بالكامل من الصناعة النووية، ردًا على كارثة فوكوشيما النووية في اليابان، وقالت إنها لن تبني محطات طاقة نووية في أي مكان في العالم. قال رئيس الشركة، بيتر لوشر، إن «سيمنز كانت تنهي خططها للتعاون مع روساتوم، شركة الطاقة النووية الروسية التي تسيطر عليها الدولة، في بناء عشرات المحطات النووية في جميع أنحاء روسيا خلال العقدين المقبلين». ستعزز شركة سيمنز عملها في قطاع الطاقة المتجددة.

## الهيئات التنظيمية
تستجيب العديد من الوكالات الحكومية الدولية، غالبًا على أساس الحاجة لها. يشمل المستجيبون الوكالة الدولية للطاقة الذرية، والمنظمة العالمية للأرصاد الجوية، واللجنة التحضيرية لمنظمة معاهدة الحظر الشامل للتجارب النووية، التي لديها معدات للكشف عن الإشعاع منتشرة في جميع أنحاء العالم.
يقول بعض العلماء إن الحوادث النووية اليابانية عام 2011 كشفت أن الصناعة النووية تفتقر إلى الرقابة الكافية، ما أدى إلى تجدد الدعوات لإعادة تعريف تفويض الوكالة الدولية للطاقة الذرية حتى تتمكن من مراقبة محطات الطاقة النووية في جميع أنحاء العالم بشكل أفضل. يقول نجم الدين مشكاتي من جامعة جنوب كاليفورنيا إن هناك عدة مشاكل مع الوكالة الدولية للطاقة الذرية:
«توصي بمعايير السلامة، لكن الدول الأعضاء غير ملزمة بالامتثال؛ تروج للطاقة النووية، لكنها تراقب أيضًا الاستخدام النووي؛ إنها المنظمة العالمية الوحيدة التي تشرف على صناعة الطاقة النووية، ومع ذلك فهي مثقلة أيضًا بفحص الامتثال لمعاهدة عدم انتشار الأسلحة النووية».
ذكرت مجلة نيتشر أن استجابة الوكالة الدولية للطاقة الذرية لأزمة فوكوشيما النووية في اليابان كانت بطيئة ومرتبكة في بعض الأحيان، ما أثار دعوات للوكالة للقيام بدور أكثر استباقية في السلامة النووية. لكن الخبراء النوويين يقولون إن التفويض المعقد للوكالة والقيود التي تفرضها الدول الأعضاء فيها تعني أن الإصلاحات لن تحدث بسرعة أو بسهولة، على الرغم من أنه من المرجح جدًا إعادة النظر في مقياس الطوارئ نظرًا للطريقة المربكة التي استُخدم فيها في اليابان.
انتقد المعارض الروسي إيولي أندرييف للطاقة النووية الاستجابة لحادث فوكوشيما، وقال إن الوكالة الدولية للطاقة الذرية لم تتعلم من كارثة تشيرنوبيل عام 1986. واتهم الوكالة الدولية للطاقة الذرية والشركات بالتجاهل المتعمد للدروس المستفادة من أسوأ حادث نووي في العالم قبل 25 عامًا من أجل حماية توسع الصناعة. إن دور الوكالة الدولية للطاقة الذرية بصفتها مدافعًا عن الطاقة النووية جعلها هدفًا للاحتجاجات.
تتمثل إحدى الوظائف القانونية للوكالة الدولية للطاقة الذرية في وضع معايير أمان لحماية الصحة والحياة والممتلكات عند استخدام الطاقة النووية. عندما ظهرت تقارير عن تضرر محطات الطاقة النووية في فوكوشيما، تطلعت العديد من البلدان على الفور إلى الوكالة الدولية للطاقة الذرية للحصول على مزيد من المعلومات. لكن تقاريرها الأولية قدمت معلومات شحيحة ومتناقضة في بعض الأحيان من مصادر يابانية، واستغرق الأمر أسبوعًا حتى ترسل الوكالة الدولية للطاقة الذرية فريقًا إلى اليابان لجمع المزيد من الحقائق على الأرض. وبينما صرحت الوكالة الدولية للطاقة الذرية بأن نقص المعلومات الرسمية من اليابان يعيق عملها، فإن هذا دفع المحللين مع ذلك إلى التشكيك في فعالية الوكالة. قال أولي هاينونين إن فوكوشيما يجب أن تكون دعوة للاستيقاظ لإعادة تقييم وتعزيز دور الوكالة الدولية للطاقة الذرية في تعزيز السلامة النووية، بما في ذلك آلية الاستجابة الخاصة بها.
في 28 مارس 2011، أعلن المدير العام للوكالة الدولية للطاقة الذرية يوكيا أمانو أنه ينبغي عقد مؤتمر رفيع المستوى للوكالة بشأن الأمان النووي في فيينا، في جلسة إحاطة خاصة عن حوادث فوكوشيما النووية للدول الأعضاء في الوكالة الدولية للطاقة الذرية.
ووفقًا للوكالة الدولية للطاقة الذرية، فإن اليابان استهانت بخطر تسونامي وفشلت في إعداد أنظمة احتياطية مناسبة في محطة فوكوشيما دايشي النووية. وقد كرر ذلك النقد الذي ساد على نطاق واسع في اليابان بأن العلاقات التواطئية بين المنظمين والصناعة أدت إلى ضعف الرقابة والفشل في ضمان مستويات أمان كافية في المصنع. وقالت الوكالة الدولية للطاقة الذرية أيضا إن كارثة فوكوشيما كشفت عدم وجود أنظمة احتياطية كافية في المحطة. بمجرد فقد الطاقة تمامًا، تتوقف الوظائف الحيوية مثل نظام التبريد. سخنت ثلاثة من المفاعلات بسرعة زائدة، ما تسبب في انصهار أدى في النهاية إلى انفجارات، وألقى بكميات كبيرة من المواد المشعة في الهواء.